# Not3s

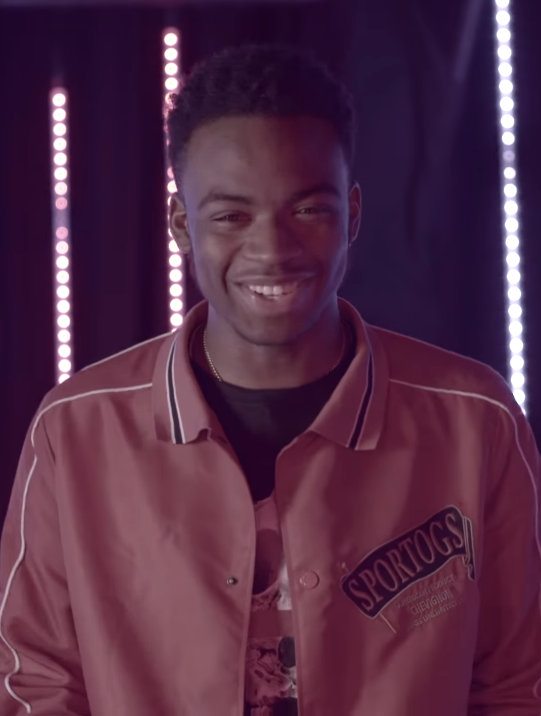
Not3s (2018)

Not3s (bürgerlich Lukman Odunaike; * 17. April 1998 in Hackney, London) ist ein britischer Rapper nigerianischer Herkunft.

## Biografie
Not3s wuchs im Londoner Stadtteil Hackney auf und begann in seiner Jugend Musik aufzunehmen, die er als eine Mischung aus Hip-Hop und Dancehall bezeichnet.
Größere Aufmerksamkeit erlangte er Anfang 2017 durch den Song Addison Lee, durch welchen er von Rentless Records entdeckt wurde, später wurde dieser als seine Debüt-Single veröffentlicht und stieg in die britischen Charts ein. Die nachfolgenden Hits Aladdin und insbesondere My Lover konnten den Erfolg übertreffen, letztere stieg bis in die Top 20 und hielt sich über ein halbes Jahr lang in den Charts. Im November veröffentlichte der Rapper sein erstes Album Take Not3s. Zudem war er in der BBC-Liste Sound of 2018 vertreten.

## Diskografie

### Studioalben
| Jahr | Titel         | Höchstplatzierung, Gesamtwochen, AuszeichnungChartsChartplatzierungen (Jahr, Titel, Platzierungen, Wochen, Auszeichnungen, Anmerkungen) | Anmerkungen                                                |
| Jahr | Titel         | UK | Anmerkungen                                                |
| ---- | ------------- | --- | ---------------------------------------------------------- |
| 2017 | Take Not3s    | UK43 Silber · (10 Wo.)UK | Erstveröffentlichung: 17. November 2017 Verkäufe: + 60.000 |
| 2018 | Take Not3s II | UK16 (4 Wo.)UK | Erstveröffentlichung: 13. Juli 2018                        |

### Singles als Leadmusiker
| Jahr | Titel Album                                       | Höchstplatzierung, Gesamtwochen, AuszeichnungChartsChartplatzierungen (Jahr, Titel, Album, Platzierungen, Wochen, Auszeichnungen, Anmerkungen) | Anmerkungen                                                                |
| Jahr | Titel Album                                       | UK | Anmerkungen                                                                |
| ---- | ------------------------------------------------- | --- | -------------------------------------------------------------------------- |
| 2016 | Addison Lee (Peng Ting Called Madison) Take Not3s | UK57 Platin · (8 Wo.)UK | Erstveröffentlichung: 13. November 2016 Verkäufe: + 600.000                |
| 2017 | Aladdin Take Not3s                                | UK61 Platin · (15 Wo.)UK | Erstveröffentlichung: 4. Juni 2017 Verkäufe: + 600.000                     |
| 2017 | My Lover Take Not3s                               | UK14 ×2Doppelplatin · (31 Wo.)UK | Erstveröffentlichung: 27. Oktober 2017 Verkäufe: + 1.200.000               |
| 2017 | 99 + 1 Take Not3s                                 | UK82 (1 Wo.)UK | Erstveröffentlichung: 17. November 2017 mit MoStack                        |
| 2018 | Sit Back Down Take Not3s II                       | UK61 Gold · (13 Wo.)UK | Erstveröffentlichung: 2. März 2018 Verkäufe: + 400.000; feat. Maleek Berry |
| 2018 | Just Fine Take Not3s II                           | UK60 (2 Wo.)UK | Erstveröffentlichung: 13. Juli 2018                                        |
| 2018 | Will Smith –                                      | UK100 (1 Wo.)UK | Erstveröffentlichung: 26. Oktober 2018 mit Geko                            |
| 2019 | Wanting –                                         | UK42 Silber · (9 Wo.)UK | Erstveröffentlichung: 23. April 2019                                       |
| 2020 | One More Time –                                   | UK65 (2 Wo.)UK | Erstveröffentlichung: 16. Oktober 2020 feat. AJ Tracey                     |

Weitere Singles
- 2017: Naughty (mit 23 Unofficial)
- 2017: Celebration (mit MoStack)
- 2018: Hooper (mit Knucks)
- 2018: M3 Not You
- 2018: Palm Wine
- 2018: To the Max (mit Nana Rogues & Wizkid)
- 2019: Nasti Riddim (mit Tiggs Da Author)

### Singles als Gastmusiker
| Jahr | Titel Album             | Höchstplatzierung, Gesamtwochen, AuszeichnungChartsChartplatzierungen (Jahr, Titel, Album, Platzierungen, Wochen, Auszeichnungen, Anmerkungen) | Anmerkungen                                                                              |
| Jahr | Titel Album             | UK | Anmerkungen                                                                              |
| --- | ----------------------- | --- | ---------------------------------------------------------------------------------------- |
| 2017 | YRF Let’s Work (Vol. 1) | UK83 (10 Wo.)UK | Erstveröffentlichung: 14. Dezember 2017 GRM Daily feat. Fredo & Not3s                    |
| 2018 | Fine Line Ivy to Roses  | UK11 Platin · (16 Wo.)UK | Erstveröffentlichung: 19. Januar 2018 Verkäufe: + 600.000; Mabel feat. Not3s             |
| 2018 | Butterflies AJ Tracey   | UK19 ×2Doppelplatin · (19 Wo.)UK | Erstveröffentlichung: 30. Mai 2018 Verkäufe: + 1.200.000; AJ Tracey feat. Not3s          |
| 2018 | Boasy –                 | UK85 Silber · (9 Wo.)UK | Erstveröffentlichung: 29. Juni 2018 Verkäufe: + 200.000; Avelino feat. Not3s             |
| 2018 | CRB Check Ten10         | UK43 Silber · (6 Wo.)UK | Erstveröffentlichung: 21. September 2018 Verkäufe: + 200.000; Chip feat. Not3s           |
| 2019 | Love of My Life –       | UK37 Silber · (9 Wo.)UK | Erstveröffentlichung: 11. Juli 2019 Verkäufe: + 200.000; Remedee feat. Not3s & Young Adz |
| 2019 | Floss AJ Tracey         | UK22 Silber · (7 Wo.)UK | Erstveröffentlichung: 25. Oktober 2019 AJ Tracey feat. MoStack & Not3s                   |
| 2019 | Cash Train –            | UK62 (1 Wo.)UK | Erstveröffentlichung: 22. November 2019 GRM Daily feat. Not3s & Blade Brown              |
| 2020 | Top Winners –           | UK64 (4 Wo.)UK | Erstveröffentlichung: 16. März 2020 Tinie Tempah feat. Not3s                             |
| Folgende Lieder erschienen nicht als Single, wurden aber durch das Album zum Download und Streaming bereitgestellt und konnten somit eine Platzierung erlangen: |                         | |                                                                                          |
| |                         | |                                                                                          |
| 2018 | Haters Tables Turn      | UK90 (1 Wo.)UK | Erstveröffentlichung: 9. Februar 2018 Fredo feat. Not3s                                  |

Weitere Gastbeiträge
- 2017: Bad (Juls feat. Not3s, Kojo Funds & Eugy)
- 2017: Trophy (D-Block Europe feat. Young Adz & Not3s)
- 2017: Nah (Sneakbo feat. Not3s)
- 2018: Pushing Up (NSG feat. Not3s)
- 2018: Force You (Bobii Lewis feat. Not3s)
- 2018: Sober (Dakota feat. Not3s)
- 2018: Issa Mood (Headie One feat. Not3s)
- 2018: Living Gravy (Young T & Bugsey feat. Not3s)

## Auszeichnungen für Musikverkäufe
Anmerkung: Auszeichnungen in Ländern aus den Charttabellen bzw. Chartboxen sind in ebendiesen zu finden.
| Land/RegionAuszeichnungen für Musikverkäufe (Land/Region, Auszeichnungen, Verkäufe, Quellen) | Silber     | Gold  | Platin     | Verkäufe  | Quellen   |
| -------------------------------------------------------------------------------------------- | ---------- | ----- | ---------- | --------- | --------- |
| Vereinigtes Königreich (BPI)                                                                 | 6× Silber6 | Gold1 | 7× Platin7 | 5.660.000 | bpi.co.uk |
| Insgesamt                                                                                    | 6× Silber6 | Gold1 | 7× Platin7 |           |           |